# Araruama Futebol Clube
Araruama Futebol Clube, mais conhecida como Araruama, é um clube da cidade de Araruama, no estado do Rio de Janeiro. Fundado em 2 de dezembro de 1994 como Centro Esportivo Arraial do Cabo, o clube utilizou entre 2016 e 2023 o nome CEAC/Araruama, através de uma parceria entre o Arraial do Cabo e o Araruama.
Em 2023, o Arraial do Cabo alterou oficialmente o seu nome fantasia para Araruama Futebol Clube.[carece de fontes?]

## História

### Centro Esportivo Arraial do Cabo (1994-2016)

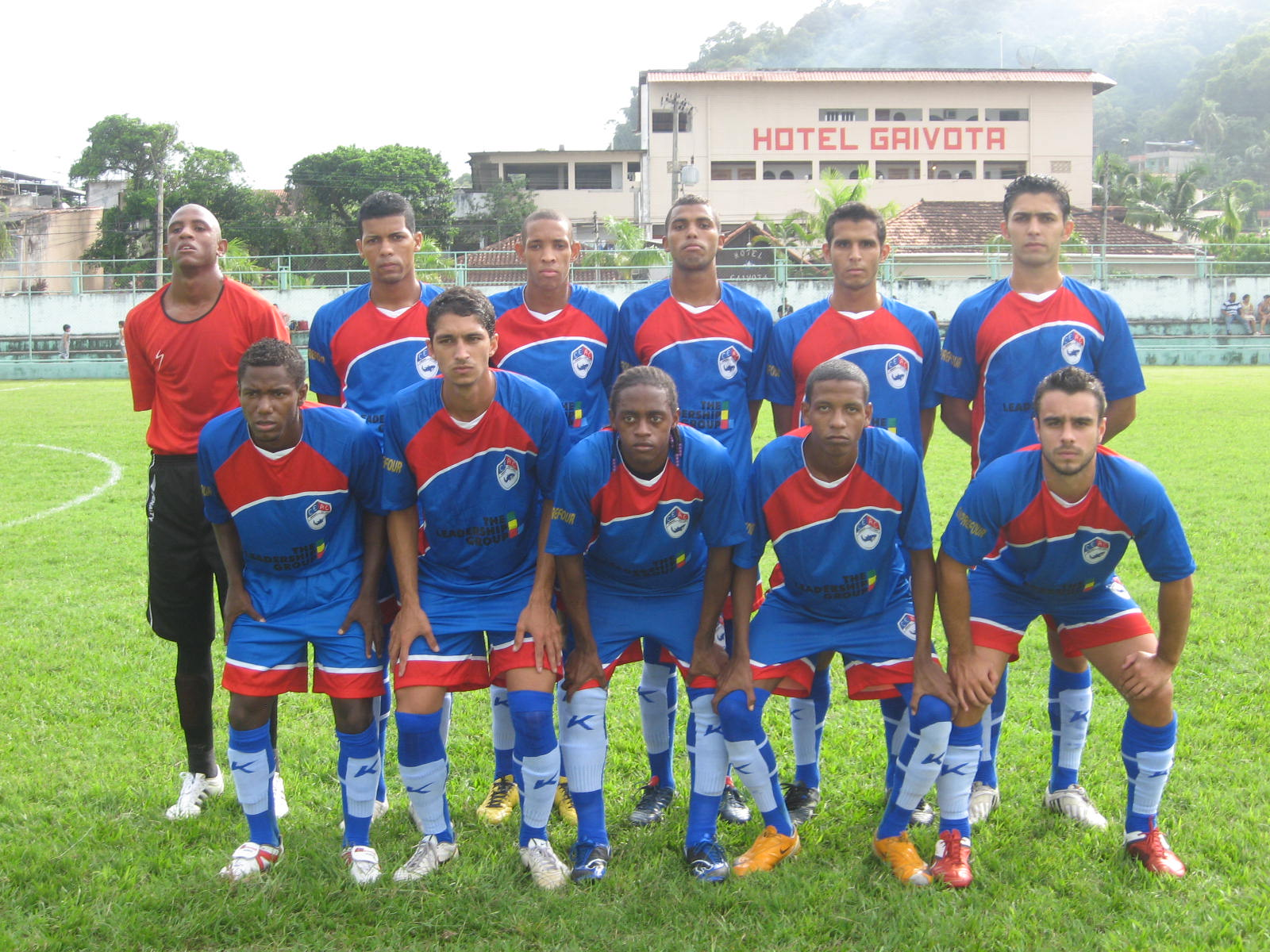
Equipe profissional do Arraial do Cabo em 2011

O Arraial do Cabo foi fundado em 2 de dezembro de 1994 pelo ex-árbitro Walquir Magalhães Girardin Pimentel. O clube estreou profissionalmente em 1995, na terceira divisão do Campeonato Carioca, terminando na terceira colocação do hexagonal final.
O clube esteve licenciado entre 1996 e 1999, voltando a competir na terceira divisão, garantindo o acesso a segunda divisão do ano seguinte. Em 2000, o clube chegou a final da segunda divisão, perdendo a final para a Associação Atlética Portuguesa. Como apenas uma equipe teria o acesso na competição, o Arraial do Cabo permaneceu na mesma divisão.
Entre 2010 e 2011, o clube esteve em parceria com o Clube de Futebol Rio de Janeiro.[carece de fontes?]

### Araruama Futebol Clube
Idealizado e fundado em 6 de fevereiro de 2016 por três amigos médicos da cidade de Araruama que jogavam futebol por diversão, surgiu a ideia de criar um clube profissional após a saída do último clube profissional da cidade.
Com o intuito de ocupar esta lacuna deixada na cidade, os três amigos juntaram-se e desenvolveram o projeto, fazendo a união do clube profissional Arraial do Cabo (CEAC) com o Araruama Futebol Clube.
Em 2024, o Araruama disputou o Campeonato Carioca Série A2.
Em 2025, a equipe disputa o Campeonato Carioca Série A2, juntamente com outras 11 equipes.

## Estatísticas

### Participações
|  | Participações em 2025 |

| Competição          | Temporadas | Melhor campanha         | Estreia | Última | P | R |
| Série A2 do Carioca | 3          | 3º colocado (2025)      | 2023    | 2025   | – | – |
| Série B1 do Carioca | 4          | Campeão (2022)          | 2017    | 2022   | 1 | 1 |
| Série B2 do Carioca | 1          | Vice-campeão (2021)     | 2021    | 2021   | 1 | – |
| Copa Rio            | 3          | Quartas de final (2025) | 2022    | 2025   |   |   |

## Títulos

### Estaduais
- Campeão do Campeonato Carioca da Série B1 de Profissionais de 2022.[9]
- Campeão da Taça Maracanã de 2022[10]
- Vice-Campeão do Campeonato Carioca da Série B2 de Profissionais de 2021.[11]
- Vice-Campeonato da Segunda Divisão do Carioca: 2000[a]
- Campeão Estadual da Segunda Divisão (SUB-20): 2002[a]
- Vice-campeão da Copa Yasmin Verão: 2011[a]
- Campeão Estadual da Série B/C (SUB-15): 2017[a][12][13]